# Gurdimančaj
Gurdimančaj (azerski: Girdımançay, ruski: Гирдыманчай) je rijeka u Azerbajdžanu. Duga je 88 km. Izvire na Babadagu. Lijeva je pritoka Kure.

## Vanjske poveznice
|  | Zajednički poslužitelj ima još gradiva o temi Gurdimančaj |